# Jamie Aditya
James Adityawarman Graham, también conocido como Jamie Aditya (nacido en 1970 en Canberra, Australia) es un anfitrión, actor y cantante indonesio.

## Biografía
Jamie Aditya es nieto de Achdiat Karta Mihardja, un famoso escritor de Indonesia y novelista de Java Occidental. Su madre era hija de Achdiat K. Mihardja, es decir madre de Natalie Widyanti y su padre, Stuart Graham, de origen australiano. Jamie es el tercer hijo. 

## Carrera
Él era un VJ de MTV Asia y MTV Indonesia, en la década de los años 1990. En el 2000, fue elegido como el mejor anfitrión de los Premios Asia TV y fue nominado como el mejor presentador de TV en 2003. Desde 2004 hasta 2005, se convirtió en el anfitrión de "Sync or Swim", producido por Discovery Channel. En 2005, regresó a Yakarta con su esposa y su hijo y se convirtió en un cantante profesional. En 2007, fue juez de Indonesian Idol en la cuarta temporada. También ayudó a una banda musical de género indie de Bandung, llamado "Rock N Roll Mafia". 

## Filmografía
- XL, Antara Aku, Kau dan Mak Erot (2008)
- Asmara Dua Diana (2009)
- Kabayan Jadi Milyuner (2010)